# Loxerebia irma
Loxerebia irma är en fjärilsart som beskrevs av Evans 1924. Loxerebia irma ingår i släktet Loxerebia och familjen praktfjärilar. Inga underarter finns listade i Catalogue of Life.